# Will Cotton
Pour les articles homonymes, voir Cotton.
 (janvier 2021).
Si vous disposez d'ouvrages ou d'articles de référence ou si vous connaissez des sites web de qualité traitant du thème abordé ici, merci de compléter l'article en donnant les références utiles à sa vérifiabilité et en les liant à la section « Notes et références ».
William Cotton, dit Will Cotton, né en 1965 à Melrose (Massachusetts, États-Unis), est un peintre américain.

## Biographie
Ses sujets de prédilection sont les bonbons et les femmes nues, et souvent une combinaison des deux dans des paysages fantastiques. Il vit et travaille à New York.
Les modèles sont pris en photo dans des décors de vrais gâteaux et de véritables bonbons, dans son studio de Manhattan.
il a été embauché comme directeur artistique en 2010 pour le clip California Gurls de la chanteuse katy Perry.
Réflexion sur la société de consommation américaine et ses excès, sa peinture utilise de nombreuses références à la peinture classique de Jean-Honoré Fragonard à François Boucher, comme au pop art américain ou à la culture populaire. 

### Carrière
Will Cotton a été exposé aux États-Unis et en Europe. Il était représenté par la Mary Boone Gallery, New York, de 2000 jusqu'à la fermeture de la galerie en 2019. Il est actuellement représenté par la Galerie Templon à Paris, Bruxelles et New York. Ses œuvres ont également été exposées au San Francisco Museum of Modern Art (2000); le Seattle Art Museum (2002), la Kunsthalle Bielefeld, Allemagne (2004); le Hudson River Museum  (2007); la Triennale di Milano, Italie (2007), le Musée Marmottan Monet, Paris (2008), le Orlando Museum of Art et le Museo Nacional de Bellas Artes, La Havane.
Son travail fait partie des collections du Seattle Art Museum, Washington, du Smithsonian American Art Museum et du Columbus Museum of Art, Ohio.
En 2004, il a reçu le prix de la Fondation Princesse-Grace-de-Monaco pour l'art contemporain à Monaco. Will Cotton a reçu un doctorat honorifique de la New York Academy of Art où il était critique principal en 2012.

### Vidéo-clip deCalifornia Gurls
Will Cotton fut choisi comme directeur artistique du clip de la chanson California Gurls de Katy Perry en 2010, qui reposait sur des thèmes et des images de ses peintures. Perry s'est approché de Cotton avec un intérêt pour son travail, qui est ensuite devenu une référence visuelle centrale pour la vidéo. Cotton a créé des accessoires originaux pour le tournage, y compris un modèle tridimensionnel d'un plateau de jeu baptisé Candy Land composé de véritables produits de boulangerie et des bonbons. Il a travaillé en étroite collaboration avec le réalisateur de la vidéo, Matthew Cullen de Motion Theory ainsi qu'avec l'équipe de création de la société de production musicale EMI afin de recréer un paysage grandeur nature de ses tableaux. L'imagerie des œuvres de Cotton, Candy Stick Forest et Sugar Beach, parmi plusieurs autres, ont été utilisées comme source d'inspiration pour les scènes dans la vidéo. Le tableau de Cotton, Cotton Candy Katy, une peinture représentant Perry couchée au milieu de nuages en barbe à papa, a également été utilisé comme pochette de l'album dont est tiré California Gurls, Teenage Dream.

## Expositions

### Expositions personnelles (sélection)
- 2023 : Trigger, Galerie Templon, Paris, France
- 2020 : The Taming of the Cowboy, Galerie Templon, Bruxelles, Belgique
- 2018 : Ringling College of Art & Design, Sarasota, Floride, États-Unis
- 2017 : The Influx Series: Will Cotton, Orlando Museum of Art, Orlando, Floride, États-Unis
- 2015 : Will Cotton: Vistas of Candyland, Cornell University College of Architecture, Art and Planning, Ithaca, New York, États-Unis
- 2013 : Pace Prints, New York, États-Unis
- 2012 : Cockaigne, Performance as part of WERK! Armitage Gone Variety Show, Abrons Arts Center, New York, États-Unis
- 2011 : Cockaigne, Performance at Prince George Ballroom as part of Performa 11, New York, États-Unis
- 2010 : Galerie Daniel Templon, Paris, France
- 2004 : The big eat: from pop till the present, Kunsthalle Bielefeld, Allemagne
- 2003 : Galerie Daniel Templon, Paris, France
- 1999 : Devil's fudge falls, I-20 Gallery, New York, États-Unis
- 1998 : Silverstein Gallery, New York, États-Unis
- 1995 : Distentions, Silverstein Gallery, New York, États-Unis